# Campeonato Brasileiro de Clubes de Basquete Masculino de 2020
O Campeonato Brasileiro de Clubes de Basquete Masculino de 2020 seria a segunda edição do Campeonato Brasileiro de Clubes, a divisão de acesso ao NBB. Devido à pandemia de COVID-19, o Brasileiro de Clubes 2020, organizado pela Confederação Brasileira de Basketball, foi cancelado.

## Clubes participantes
Os clubes participantes da segunda edição seriam:
| Equipe               | Cidade               | Cerrado Osasco SJ Pinhais Blumenau Anapolino Praia Clube C. Mourão Maringá P. Grossa AABJ Blackstar Brusque LSB PinheirosLocalização das equipes participantes. Conferência Verde; Conferência Amarela. |
| -------------------- | -------------------- | --- |
| AABJ-Joinville       | Joinville            | Cerrado Osasco SJ Pinhais Blumenau Anapolino Praia Clube C. Mourão Maringá P. Grossa AABJ Blackstar Brusque LSB PinheirosLocalização das equipes participantes. Conferência Verde; Conferência Amarela. |
| ADRM-Maringá         | Maringá              | Cerrado Osasco SJ Pinhais Blumenau Anapolino Praia Clube C. Mourão Maringá P. Grossa AABJ Blackstar Brusque LSB PinheirosLocalização das equipes participantes. Conferência Verde; Conferência Amarela. |
| Basquete Anapolino   | Anápolis             | Cerrado Osasco SJ Pinhais Blumenau Anapolino Praia Clube C. Mourão Maringá P. Grossa AABJ Blackstar Brusque LSB PinheirosLocalização das equipes participantes. Conferência Verde; Conferência Amarela. |
| Blackstar Joinville  | Joinville            | Cerrado Osasco SJ Pinhais Blumenau Anapolino Praia Clube C. Mourão Maringá P. Grossa AABJ Blackstar Brusque LSB PinheirosLocalização das equipes participantes. Conferência Verde; Conferência Amarela. |
| Blumenau             | Blumenau             | Cerrado Osasco SJ Pinhais Blumenau Anapolino Praia Clube C. Mourão Maringá P. Grossa AABJ Blackstar Brusque LSB PinheirosLocalização das equipes participantes. Conferência Verde; Conferência Amarela. |
| Brusque              | Brusque              | Cerrado Osasco SJ Pinhais Blumenau Anapolino Praia Clube C. Mourão Maringá P. Grossa AABJ Blackstar Brusque LSB PinheirosLocalização das equipes participantes. Conferência Verde; Conferência Amarela. |
| Campo Mourão         | Campo Mourão         | Cerrado Osasco SJ Pinhais Blumenau Anapolino Praia Clube C. Mourão Maringá P. Grossa AABJ Blackstar Brusque LSB PinheirosLocalização das equipes participantes. Conferência Verde; Conferência Amarela. |
| Cerrado Basquete     | Brasília             | Cerrado Osasco SJ Pinhais Blumenau Anapolino Praia Clube C. Mourão Maringá P. Grossa AABJ Blackstar Brusque LSB PinheirosLocalização das equipes participantes. Conferência Verde; Conferência Amarela. |
| Liga Sorocabana      | Sorocaba             | Cerrado Osasco SJ Pinhais Blumenau Anapolino Praia Clube C. Mourão Maringá P. Grossa AABJ Blackstar Brusque LSB PinheirosLocalização das equipes participantes. Conferência Verde; Conferência Amarela. |
| Osasco               | Osasco               | Cerrado Osasco SJ Pinhais Blumenau Anapolino Praia Clube C. Mourão Maringá P. Grossa AABJ Blackstar Brusque LSB PinheirosLocalização das equipes participantes. Conferência Verde; Conferência Amarela. |
| Pinheiros (Sub-22)   | São Paulo            | Cerrado Osasco SJ Pinhais Blumenau Anapolino Praia Clube C. Mourão Maringá P. Grossa AABJ Blackstar Brusque LSB PinheirosLocalização das equipes participantes. Conferência Verde; Conferência Amarela. |
| Ponta Grossa         | Ponta Grossa         | Cerrado Osasco SJ Pinhais Blumenau Anapolino Praia Clube C. Mourão Maringá P. Grossa AABJ Blackstar Brusque LSB PinheirosLocalização das equipes participantes. Conferência Verde; Conferência Amarela. |
| Praia Clube          | Uberlândia           | Cerrado Osasco SJ Pinhais Blumenau Anapolino Praia Clube C. Mourão Maringá P. Grossa AABJ Blackstar Brusque LSB PinheirosLocalização das equipes participantes. Conferência Verde; Conferência Amarela. |
| São José dos Pinhais | São José dos Pinhais | Cerrado Osasco SJ Pinhais Blumenau Anapolino Praia Clube C. Mourão Maringá P. Grossa AABJ Blackstar Brusque LSB PinheirosLocalização das equipes participantes. Conferência Verde; Conferência Amarela. |

## Regulamento
Na primeira fase, as equipes se enfrentariam em turno e returno, dentro das próprias conferências. Inicialmente, os dois melhores de cada chave avançariam direto para as quartas de final. O terceiro, quarto, quinto e sexto colocados em cada chave se enfrentariam em um duelo único de mata-mata, na casa da equipe de melhor campanha, em cruzamento olímpico, para definir assim os outros quatro classificados. Porém, devido a pandemia de COVID-19 o início da competição foi adiado e o regulamento foi alterado.
A fase oitavas de final foi excluída e, apenas os quatro primeiros colocados de cada chave se classificariam para as quartas, disputadas em melhor de três jogos e definidas após cruzamento olímpico. Os semifinalistas iriam para o Final Four definir o campeão e quem teria direito a pleitear uma vaga no NBB.

### Cancelamento
No dia 13 de julho, em reunião online com a participação clubes inscritos, a Confederação Brasileira de Basketball (CBB) decidiu pelo cancelamento da edição do torneio. O Campeonato Brasileiro de Clubes 2020 teria início em 15 de março, mas por conta da pandemia da COVID-19, foi adiado e teve o seu regulamento alterado. Entretanto, devido ao momento vivido pelo Brasil à época, com altas taxas de transmissão do vírus, e também seguindo as orientações da Organização Mundial de Saúde (OMS) e secretarias municipais e estaduais de saúde, o campeonato foi encerrado sem sequer ter sido iniciado.